# Brewster McCloud
Brewster McCloud (bra: Voar é com os Pássaros) é um filme americano de comédia ácida de 1970 dirigido por Robert Altman.
O filme segue um jovem recluso (Bud Cort, como personagem-título) que vive em um abrigo radioativo do Astrodome de Houston, onde está construindo um par de asas para poder voar. Ele é ajudado por sua graciosa e enigmática "fada madrinha", interpretada por Sally Kellerman, quando ele se torna suspeito de uma série de assassinatos e um arrogante tenente detetive de São Francisco, interpretado por Michael Murphy, logo está em seu encalço.

## Elenco
- Bud Cort como Brewster McCloud
- Sally Kellerman como Louise
- Michael Murphy como detetive Frank Shaft
- William Windom como Haskell Weeks
- Shelley Duvall como Suzanne Davis
- René Auberjonois como o palestrante
- Margaret Hamilton como Daphne Heap
- Corey Fischer como oficial Hines
- Stacy Keach como Abraham Wright
- John Schuck como oficial Johnson
- Bill Adair como detetive
- Bert Remsen como oficial Breen
- Jennifer Salt como Hope
- G. Wood como capitão Crandall
- Dean Goss como oficial Ledbetter
- William Baldwin como Bernard
- Ronnie Cammick como  Wendel
- Marilyn Burns como guia turística